# Вайнола, Аллан
Аллан Вайнола (эст. Allan Vainola), имя при рождении Аллан Аннус (эст. Allan Vainola, род. 11 марта 1965 года в Тарту, Эстония) — эстонский певец, гитарист и композитор в таких группах, как «Sõpruse Puiestee», «Metro Luminal», «Alumiinium, Sinu Sädelev Sõber», а также гитарист в группе«Vennaskond».
Также Вайнола написал музыку для театральных постановок («Ronja», «Huck», «Daamide õnn» и «Mort, surma õpilane») и песни («Riia mu arm», «Insener Garini hüperboloid», «Elagu Proudhon!», «Pille-Riin», «Subatlantiline kohtumine», «Eleegia», «1905» и «Kaks meest»).
Аллан Вайнола состоит в браке с поэтессой Кятлин Вайнола, которая также пишет слова к песням группы «Sõpruse Puiestee» и «Vennaskond».